# Biblioteka Kultury
Biblioteka Kultury – seria książek ukazujących się od 1953 roku nakładem Instytutu Literackiego w Paryżu. Do 2000 roku ukazało się 512 tomów. W ramach serii wchodziły: „Zeszyty Historyczne” oraz książki - dzieła literackie i prace o charakterze politycznym i pamiętnikarskim. W ramach serii opublikowano książki takich autorów jak: Witold Gombrowicz, George Orwell, Czesław Miłosz, Stefan Korboński, Józef Łobodowski, Raymond Aron, Józef Mackiewicz, Boris Pasternak, Józef Czapski, Adam Ciołkosz, Juliusz Mieroszewski, Jerzy Andrzejewski, Stefan Kisielewski, Aleksander Sołżenicyn, Leszek Kołakowski, Kazimierz Orłoś, Gustaw Herling-Grudziński, Marek Hłasko, Jakub Karpiński, Arthur Koestler, Wiktor Woroszylski.